# Senna guatemalensis
Senna guatemalensis är en ärtväxtart som först beskrevs av John Donnell Smith, och fick sitt nu gällande namn av Howard Samuel Irwin och Rupert Charles Barneby. Senna guatemalensis ingår i släktet sennor, och familjen ärtväxter.

## Underarter
Arten delas in i följande underarter:
- S. g. calcarea
- S. g. chiapensis
- S. g. guatemalensis
- S. g. hidalgensis
- S. g. oligantha
- S. g. scopulorum